# Swordthrust
SwordThrust  est un jeu vidéo de fiction interactive créé par Donald Brown et publié par CE Software en 1981. Le jeu est constitué de sept aventures vendues séparément et est le successeur de Eamon, également créé par Donald Brown et publié en 1980,,. En juin 1982, les ventes du premier épisode dépassent les 1000 exemplaires.